# Al-Hadi al-Bakkusz
Al-Hadi al-Bakkusz (arab. الهادي البكوش ; ur. 15 stycznia 1930 w Hammam Susie, zm. 21 stycznia 2020) – tunezyjski polityk, premier.

## Działalność polityczna
Był politykiem Dusturowskiej Partii Socjalistycznej (PSD), a następnie Zgromadzenia Demokratyczno-Konstytucyjnego (RCD). W 1981 został ambasadorem w Bernie w Szwajcarii i przy Stolicy Apostolskiej, a w 1982 w Algierii. Od 4 kwietnia 1987 był ministrem spraw społecznych, a następnie od 7 listopada 1987 do 27 września 1989 premierem.